# Ladder match
Ladder match é um combate de escada tipo de jogo de wrestling profissional, que é mais comum usado para descrever uma luta onde um item (geralmente o cinturão de campeão) é pendurada por cima do ringue, e o vencedor é o competidor que sobe a escada e recupera o item. A escada se torna uma característica fundamental do jogo, como lutadores vão utilizar a escada como uma arma para atacar o adversário, como uma rampa de lançamento para ataques acrobáticos, e frequentemente encontrados incluem impressionantes quedas do alto de a escada. No entanto, não foram encontrados muito poucos em que o item pendurado deve ser utilizado de uma maneira especial, a fim de ganhar o jogo, como golpear o adversário.
Escada encontradas são muitas vezes utilizados como um final de histórias e é mais comum ter carteiras simbólica (normalmente ", contendo" um contrato para um campeonato futuro) ou cintos de campeonatos pendurado por cima do ringue. Escada partidas e suas variantes (como a CPT e Full Metal Mayhem) são frequentemente utilizados em lutas que envolvem uma disputa sobre a posse de um item (como um cinturão roubados ou a "papelada" para os serviços contratados de um gerente). Lutas de escadas quase sempre acontecem sob nenhuma regra de desqualificação.

## Origens
O combate de escada pode ter sido inventado por qualquer Kroffat Dan fora da organização Stampede Wrestling de Calgary, Alberta, Canadá ou lutador British Kendo Nagasaki. Em setembro de 1972, Stampede Wrestling realizou o combate de escada primeira vez entre Dan Kroffat e Kamata Tor, onde o objeto a ser pego foi um maço de dinheiro. Em 1971, o Kendo Nagasaki competiram em um jogo de escada no Mundial populares Sport.
Em julho de 1983, Stampede Wrestling realizou uma escada jogo onde Bret Hart enfrentou Bad News Brown. Hart foi se juntar a WWF e sugeriu que este tipo de jogo para o promotor Vince McMahon, onde o chamariz alcançado sua atual popularidade.
O primeiro combate de escada na WWE foi entre Bret Hart vs Shawn Michaels e o resultado foi Bret Hart deixando como o primeiro lutador de sempre na WWE a vencer um combate de escada.

## Ladder Match na World Wrestling Federation/Entertainment
| Número | Luta                                                                                     | Estipulações | Evento                        | Data                                         |
| ------ | ---------------------------------------------------------------------------------------- | --- | ----------------------------- | -------------------------------------------- |
| 1.     | Bret Hart derrotou Shawn Michaels                                                        | Ladder match por WWF Intercontinental Championship                                                                              | WWF Superstars of Wrestling   | 21 de Julho de 1992 Portland, ME             |
| 2.     | Razor Ramon derrotou Shawn Michaels                                                      | Ladder match por WWF Intercontinental Championship                                                                              | WrestleMania X                | 20 de Março de 1994 New York, NY             |
| 3.     | Shawn Michaels derrotou Razor Ramon                                                      | Ladder match por WWF Intercontinental Championship                                                                              | SummerSlam                    | 27 de Agosto de 1995 Pittsburgh, PA          |
| 4.     | Shawn Michaels derrotou Goldust                                                          | Ladder match por WWF Championship                                                                                               | WWF X-Perience House show     | 24 de Agosto de 1996 Toronto, ON             |
| 5.     | Triple H derrotou The Rock                                                               | Ladder match for the WWF Intercontinental Championship                                                                          | SummerSlam                    | 30 de Agosto de 1998 New York, NY            |
| 6.     | The Big Boss Man derrotou Mankind                                                        | Ladder match por WWF Hardcore Championship                                                                                      | RAW is WAR                    | 30 de novembro de 1998 Baltimore, MD         |
| 7.     | The Rock derrotou Mankind                                                                | Ladder match por WWF Championship                                                                                               | RAW is WAR                    | 15 de Fevereiro de 1999 Birmingham, AL       |
| 8.     | Vince McMahon e Shane McMahon derrotou Steve Austin                                      | Handicap ladder match for 100% WWF ownership                                                                                    | King of the Ring              | 27 de junho de 1999 Greensboro, NC           |
| 9.     | New Brood (Matt and Jeff Hardy) derrotaram Edge and Christian                            | Tag Team Ladder Match no final de Terri Invitational Tournament para ganhar serviços de gestão Terri Runnels e 100.000 dólares. | No Mercy                      | 17 de Outubro de 1999 Cleveland, OH          |
| 10.    | Edge & Christian derrotaram The Hardy Boyz and The Dudley Boyz                           | Triangle ladder match por WWF Tag Team Championship                                                                             | WrestleMania 2000             | 2 de Abril de 2000 Anaheim, CA               |
| 11.    | The Hardy Boyz derrotaram Edge e Christian                                               | Tag Team ladder match por WWF Tag Team Championship                                                                             | RAW is WAR                    | 25 de Setembro de 2000 State College, PA     |
| 12.    | Chris Jericho derrotou Chris Benoit                                                      | Ladder match por WWF Intercontinental Championship                                                                              | Royal Rumble                  | 21 de Janeiro de 2001 New Orleans, LA        |
| 13.    | Kurt Angle derrotou Chris Benoit                                                         | Predefinição:Terceira queda em os dois melhores de cada três Falls Match para os Jogos Olímpicos de Kurt Angle Medalhas de Ouro | Judgment Day                  | 20 de Maio de 2001 Sacramento, CA            |
| 14.    | Rob Van Dam derrotu Jeff Hardy                                                           | Ladder match por WWF Hardcore Championship                                                                                      | SummerSlam                    | 19 de Agosto de 2001 San Jose, CA            |
| 15.    | Edge derrotou Christian                                                                  | Ladder match por WWF Intercontinental Championship                                                                              | No Mercy                      | 21 de Outubro de 2001 St. Louis, MO          |
| 16.    | Rob Van Dam derrotou Eddie Guerrero                                                      | Ladder match por WWE Intercontinental Championship                                                                              | WWE Raw                       | 27 de Maio de 2002 Edmonton, AB              |
| 17.    | The Undertaker derrotou Jeff Hardy                                                       | Ladder match or WWE Undisputed Championship                                                                                     | WWE Raw                       | 1 de Julho de 2002 Manchester, NH            |
| 18.    | Rob Van Dam derrotou Jeff Hardy                                                          | Ladder match para unificar WWE Intercontinental Championship e WWE European Championship                                        | WWE Raw                       | 22 de Julho de 2002 Grand Rapids, MI         |
| 19.    | Triple H derrotu Shawn Michaels                                                          | Three Falls match por World Heavyweight Championship                                                                            | Armageddon                    | 15 de Dezembro de 2002 Sunrise, FL           |
| 20.    | Eddie Guerrero & Tajiri derrotaram Charlie Haas & Shelton Benjamin                       | Tag Team ladder match por WWE Tag Team Championship                                                                             | Judgment Day                  | 18 de Maio de 2003 Charlotte, NC             |
| 21.    | Rob Van Dam derrorotu Christian                                                          | Ladder match por WWE Intercontinental Championship                                                                              | WWE Raw                       | 29 de Setembro de 2003 Chicago, IL           |
| 22.    | Chris Jericho derrotou Christian                                                         | Ladder match pelo vago WWE Intercontinental Championship                                                                        | Unforgiven                    | 12 de Setembro de 2004 Portland (Oregon), OR |
| 23.    | Kurt Angle derrotou Mike Haywood                                                         | Angle Invitational ladder match                                                                                                 | SmackDown!                    | 10 de Março de 2005 Roanoke, VA              |
| 24.    | Rey Mysterio derrotou Eddie Guerrero                                                     | Ladder match por custody of Dominick                                                                                            | SummerSlam                    | 21 de Agosto de 2005 Washington, D.C.        |
| 25.    | Edge (with Lita) derrotou Matt Hardy                                                     | Loser Leaves Raw por Money in the Bank                                                                                          | WWE Homecoming                | 3 de Outubro de 2005 Dallas, TX              |
| 26.    | Sabu derrotou Rob Van Dam                                                                | Numero. 1 Contender por ECW World Championship                                                                                  | ECW on Sci Fi                 | 15 de Agosto de 2006 Washington, D.C.        |
| 27.    | Rob Van Dam derrotou The Big Show                                                        | Numero. 1 Contender por ECW World Championship                                                                                  | ECW on Sci Fi                 | 24 de Outubro de 2006 St. Louis, MO          |
| 28.    | Jeff Hardy derrotou Johnny Nitro                                                         | Ladder match por WWE Intercontinental Championship                                                                              | WWE Raw                       | 20 de Novembro de 2006 Baltimore, MD         |
| 29.    | Paul London and Brian Kendrick derrotaram William Regal & Dave Taylor, MNM, e The Hardys | Ladder match por WWE Tag Team Championship                                                                                      | Armageddon                    | 17 de Dezembro de 2006 Richmond, VA          |
| 30.    | Jeff Hardy derrotou Johnny Nitro, Shelton Benjamin and Carlito                           | Ladder match por WWE Intercontinental Championship                                                                              | House Show                    | 26 de Dezembro de 2006 Albany, NY            |
| 31.    | Jeff Hardy derrotou Johnny Nitro e Carlito                                               | Ladder match por WWE Intercontinental Championship                                                                              | House Show                    | 27 de Dezembro de 2006 Rochester, NY         |
| 32.    | Jeff Hardy derrotou Johnny Nitro and Carlito                                             | Ladder match por WWE Intercontinental Championship                                                                              | House Show                    | 30 de Dezembro de 2006 Greensboro, NC        |
| 33.    | The Hardys derrotaram Charlie Haas e Shelton Benjamin                                    | Tag Team ladder match por World Tag Team Championship                                                                           | One Night Stand               | 3 de Junho de 2007 Jacksonville, FL          |
| 34.    | Jeff Hardy derrotou Carlito                                                              | Ladder match por WWE Intercontinental Championship                                                                              | WWE Raw's 15th Anniversary    | 10 de Dezembro de 2007 Bridgeport, CT        |
| 35.    | Chris Jericho derrotou Shawn Michaels                                                    | Ladder match por World Heavyweight Championship                                                                                 | No Mercy                      | 5 de Outubro de 2008 Portland, OR            |
| 36.    | Jeff Hardy derrotou Edge                                                                 | Ladder match por World Heavyweight Championship                                                                                 | Extreme Rules                 | 7 de Junho de 2009 New Orleans, LA           |
| 37.    | Jeff Hardy derrotou CM Punk                                                              | Ladder match por World Heavyweight Championship                                                                                 | House Show                    | 7 de Agosto de 2009 Denver, Colorado         |
| 38.    | Christian derrotou Shelton Benjamin                                                      | Ladder match por ECW Championship                                                                                               | TLC: Tables, Ladders & Chairs | 13 de Dezembro de 2009 San Antonio, Texas    |

## Ladder Match na World Championship Wrestling
| 1.  | Eddie Guerrero derrotou Syxx por WCW United States Heavyweight Championship | Souled Out 25 de Janeiro de 1997, Cedar Rapids, Iowa               |
| 2.  | Bill Goldberg derrotou Scott Hall (Tazer match) | Souled Out 17 de Janeiro de 1999, Charleston, West Virginia        |
| 3.  | Bam Bam Bigelow vs Scott Hall terminou em no-contest | WCW Monday Nitro 25 de Janeiro de 1999, Dallas, Texas              |
| 4.  | Scott Hall derrotou Bret Hart, Bill Goldberg, and Sid Vicious por WCW United States Heavyweight Championship                                                                                             | WCW Monday Nitro 8 de Novembro de 1999, Indianapolis, Indiana      |
| 5.  | Chris Benoit derrotou Jeff Jarrett pelo WCW United States Heavyweight Championship | Starrcade 19 de Dezembro de 1999, Washington, D.C.                 |
| 6.  | Jeff Jarrett derrotou Chris Benoit pelo WCW United States Heavyweight Championship | WCW Monday Nitro 20 de dezembro de 1999, Baltimore, Maryland       |
| 7.  | The Jung Dragons, Jamie Noble\|Jamie-San, Kaz Hayashi, e Yun Yang derrotaram 3 Count (Shane Helms, Shannon Moore, e Evan Karagias)                                                                       | WCW Nitro 18 de Jullho de 2000, Auburn Hills, Michigan             |
| 8.  | 3 Count derrotou The Jung Dragons | New Blood Rising 13 de Agosto de 2000, Vancouver, British Columbia |
| 9.  | Konnan and Rey Misterio Jr. derrotaram The Boogie Knights (Alex Wright e Disco Inferno) | WCW Monday Nitro 2 de Outubro de 2000, San Francisco, California   |
| 10. | 3 Count (Shane Helms and Shannon Moore) derrotaram The Jung Dragons (Yun Yang and Kaz Hayashi) (w/Leia Meow) e Jamie Knoble e Evan Karagias para o Número .1 Contender of WCW Cruiserweight Championship | Starrcade 17 de dezembro de 2000, Washington, D.C.                 |